# Libanio
Libanio (Λιβάνιος, Libanios; 314 d. C. –392 o 393 d. C.) fue un maestro de retórica de la escuela sofista en el Imperio romano de Oriente. Sus extensos escritos lo convierten en uno de los docentes de educación superior mejor documentados del mundo antiguo y en una fuente crucial para la historia del Este griego y el Oeste latino durante el siglo IV d. C. Durante el auge de la hegemonía cristiana en el Imperio romano tardío, no se convertió al cristianismo y, en cuestiones religiosas, fue un pagano heleno.

## Vida

### Origen
Libanio nació en Antioquía, en la provincia de Celesiria, cerca de la actual ciudad de Antakya, Turquía. Provenía de una familia profundamente culta y antaño influyente, pero que había experimentado un importante declive en tiempos recientes. En el año 303 d. C., once años antes de su nacimiento, su familia participó en la resistencia a una insurrección por parte de una guarnición local. Las autoridades imperiales romanas estaban tan preocupadas por los aristócratas locales que se levantaban en armabas como por las tropas rebeldes, con lo que la familia de Libanio cayó en desgracia y su abuelo fue ejecutado. Su padre falleció cuando él tenía once años, dejando su crianza a cargo de su madre y sus tíos maternos, quienes se dedicaron a reconstruir la reputación familiar.
A los catorce años comenzó sus estudios de retórica, para lo cual se retiró de la vida pública y se dedicó a la filosofía. Desconocedor de la literatura latina, deploraba su influencia.

### Carrera
Estudió en Atenas bajo la tutela de Diofanto el Árabe y comenzó su carrera como tutor privado en Constantinopla. Fue exiliado a Nicomedia en 346 (o antes) durante unos cinco años pero regresó a Constantinopla, donde enseñó hasta el año 354. Durante este tiempo, obtuvo un cargo oficial como sofista en la capital y recibió un salario imperial. Antes de su exilio, Libanio era amigo del emperador Juliano, con quien mantuvo correspondencia, y en cuya memoria escribió una serie de oraciones entre los años 362 y 365.
En el invierno de 353/54 regresó a Antioquía con la expectativa de suceder a su antiguo maestro Zenobio, quien se negó a ceder su puesto. Libanio pudo ocupar la posición únicamente tras la enfermedad y posterior fallecimiento de Zenobio en el otoño de 354. Sus alumnos incluían tanto paganos como cristianos. Continuó recibiendo un salario imperial, aunque este fue temporalmente suspendido, lo que le llevó a escribir numerosas cartas para reclamarlo.
Libanio empleó su dominio de la retórica para promover diversas causas privadas y políticas. Criticó las crecientes presiones imperiales sobre la cultura tradicional orientada a la ciudad, apoyada y dominada por las clases altas locales. No obstante, aunque Libanio gustaba de asumir el papel de un ciudadano honesto e independiente, a menudo se preocupaba por obtener para él y sus amigos honores y privilegios concedidos por la autoridad imperial central. Es conocido por protestar contra la persecución a los paganos en el Imperio Romano tardío. En el año 386, apeló sin éxito al emperador Teodosio para evitar la destrucción de un templo en Edesa y abogó por la tolerancia y la preservación de los templos frente a los ataques de monjes cristianos, quienes, según afirmaba:

[...] se apresuran a atacar los templos con palos, piedras y barras de hierro, y en algunos casos, despreciando estas armas, con manos y pies. Luego sigue la desolación total, con el despojo de los tejados, la demolición de las paredes, el derribo de estatuas y la destrucción de los altares. Los sacerdotes deben guardar silencio o morir. Después de destruir uno, corren hacia otro y un tercero, acumulando trofeo sobre trofeo, en contravención de la ley. Tales atrocidades ocurren incluso en las ciudades, pero son más comunes en el campo. Muchos son los enemigos que perpetran ataques separados, pero después de sus innumerables crímenes, esta turba dispersa se reúne y están en desgracia si no han cometido la peor de las atrocidades... Los templos, Señor, son el alma del campo: marcan el inicio de su asentamiento, y han sido transmitidos a lo largo de muchas generaciones hasta los hombres de hoy. En ellos, las comunidades agrícolas depositan sus esperanzas para esposos, esposas, hijos, para sus bueyes y el suelo que siembran y plantan. Una finca que ha sufrido así ha perdido la inspiración de los campesinos junto con sus esperanzas, pues creen que su trabajo será en vano una vez que les roben a los dioses que dirigen sus labores hacia su debido fin. Y si la tierra ya no recibe el mismo cuidado, tampoco el rendimiento puede igualar al de antes, y, si este es el caso, el campesino es más pobre y los ingresos están en peligro.
Libanio, Pro Templis

Las obras de Libanio que se conservan, que incluyen más de 1.600 cartas, 64 discursos y 96 progymnasmata (ejercicios retóricos), son valiosas como fuente histórica para el mundo cambiante del siglo IV. Su discurso "Una respuesta a Aristides en defensa de los bailarines" es uno de los registros más importantes sobre la danza de concierto romana, en particular la popular forma conocida como pantomima. Su primera Oración I es una narrativa autobiográfica, escrita inicialmente en el año 374 y revisada a lo largo de su vida, un relato académico que culmina como el diario privado de un exiliado anciano. El Progymnasma 8 (véase abajo la explicación de un "progymnasma") es una suma imaginaria de los argumentos de la acusación contra un médico acusado de envenenar a algunos de sus pacientes.
Aunque Libanio no era cristiano, entre sus alumnos destacaron notables cristianos como Juan Crisóstomo y Teodoro de Mopsuestia. A pesar de su amistad con el emperador Juliano, fue nombrado prefecto del pretorio honorario por el emperador cristiano Teodosio I.

## Obra
- 64 oraciones en los tres campos de la oratoria: Judicial, deliberativa y demostrativa. Todas las oraciones están escritas como si se emitiesen en público, aunque estaban pensadas para ser leídas en privado, aunque en voz alta, en el estudio. Los dos volúmenes de selecciones en la Biblioteca Clásica Loeb dedican un volumen a las oraciones de Libanio relacionadas con el emperador Juliano el Apóstata; el otro incluye las relacionadas con Teodosio. La más famosa es su "Lamentación" por la desacralización de los templos (peri ton leron);

- 51 declamationes, un formato tradicional de retórica de habla pública en la Antigüedad, hablando de temas predefinidos históricos y mitológicos (traducciones al inglés, entre otros, por D. A. Russell, "Libanius: Imaginary Speeches"; M. Johansson, "Libanius' Declamations 9 and 10");

- 57 hipótesis o introducciones a las oraciones de Demóstenes (escritas circa 352), en la que las sitúa en el contexto histórico para un lector novicio, y sin polémicas.

- varias docenas de ejercicios de escritura que usar como modelos o Progymnasmata, que fueron utilizados en sus cursos y se convirtieron en modelos de buen estilo admirados en muchos lugares.

- 1.544 cartas conservadas (más que Cicerón). La Edad Media aceptó sin críticas unas 400 cartas adicionales en latín, supuestamente traducciones, pero después se demostraría que estaban mal atribuidas a Libanio, o que alternativamente eran falsificaciones del humanista italiano Francesco Zambeccari en el siglo XV, ante un examen atento de los mismos textos.